# Nancy Stephens
Nancy Jane Stephens (Rusk, Texas, 2 de julio de 1949), es una actriz estadounidense.

## Carrera
Comenzó su carrera como actriz en 1969 en la telenovela Bright Promise. Es conocida por su papel de la enfermera Marion Chambers en las películas  Halloween, Halloween II y  Halloween H20: 20 Years Later. Participó en películas como Escape from New York y D2: The Mighty Ducks, entre otras. Actuó en series de televisión como Police Woman, CHiPs y Beverly Hills, 90210, entre otras. En 2020 regresa al cine retomando su papel de la enfermera Marion Chambers en Halloween Kills.

## Vida personal
En 1981 se casó con el director Rick Rosenthal, con quien tiene tres hijos.

## Filmografía

### Películas
- Halloween Kills (2020) .... Marion Chambers
- A Time for Dancing (2000) .... Sra. Hillman
- Halloween H20: 20 Years Later (1998) .... Marion Chambers Whittington
- The Firm: Total Body - Better Body and Buns (1998) .... Exercise class
- D2: The Mighty Ducks (1994) .... Reportera del Coliseum
- Empty Cradle (1993) .... Madre Foster
- Barbarians at the Gate (1993) .... Kravis' Maid
- Everybody's Baby: The Rescue of Jessica McClure (1989)
- Terrorist on Trial: The United States vs. Salim Ajami (1988) .... Ginny Delmore
- Russkies (1987) .... Enfermera
- American Dreamer (1984) .... Jacqueline
- Halloween II (1981) .... Marion Chambers
- Escape from New York (1981) .... Stewardess
- Death Car on the Freeway (1979) .... Christine
- Halloween (1978) .... Marion Chambers
- Panic in Echo Park (1977)
- The Magician (1973) .... Francine

### Series de televisión
- Boston Legal .... Juez Wilcox (1 episodio: Questionable Characters, 2004)
- Providence .... Dra. Blake (1 episodio: Family Ties, 2000)
- Ally McBeal .... Dra. Karp / Juez Washington (2 episodios, 1998-1999)
- Dark Skies .... Sra. Bach (2 episodios, 1996)
- Beverly Hills, 90210 .... Helen (2 episodios, 1994)
- Picket Fences .... Sra. Kendall (1 episodio: The Body Politic, 1993)
- Cheers .... Customer #2 (1 episodio: License to Hill, 1992)
- Life Goes On .... Sharon Galloway (2 episodios, 1990-1991)
- Flamingo Road (1 episodio: Secrets, 1981)
- CHiPs .... Joven Madre (1 episodio: Surf's Up, 1978)
- The Hardy Boys/Nancy Drew Mysteries .... Sra. Morgan (1 episodio: Oh Say Can You Sing, 1978)
- Barnaby Jones .... Ruth Shiller (1 episodio: Fraternity of Thieves, 1976)
- The McLean Stevenson Show .... Linda (1 episodio: Mac's Fatal Charm, 1976)
- Executive Suite .... Lois (2 episodios, 1976)
- Police Woman .... Valerie (1 episodio: The Lifeline Agency, 1976)
- Serpico .... Gladys (1 episodio: Strike!, 1976)
- Charlie's Angels .... Brooke Anderson (1 episodio: The Killing Kind, 1976)
- All in the Family .... Anita (1 episodio: New Year's Wedding, 1976)
- Days of Our Lives TV series .... Mary Anderson #3 (1975)
- Harry O .... Receptionista (1 episodio: Double Jeopardy, 1975)
- Bright Promise (1969) TV series .... Jennifer Matthews (1969-1970)